# 维勒努韦勒
维勒努韦勒（法語：Villenouvelle，法語發音：[vilnuvɛl]）是法国上加龙省的一个市镇，属于图卢兹区。

## 地理
维勒努韦勒（43°26'8"N, 1°39'47"E）面积7.95 平方千米，位于法国奧克西塔尼大區上加龙省，该省份为法国西南部内陆省份，西南端与西班牙接壤，自此顺时针与上比利牛斯省、热尔省、塔恩-加龙省、塔恩省、奥德省和阿列日省接壤。
与维勒努韦勒接壤的市镇（或旧市镇、城区）包括：莫尔蒙、巴济耶日、孟德斯鸠洛拉盖、蒙加亚尔洛拉盖、圣罗姆。

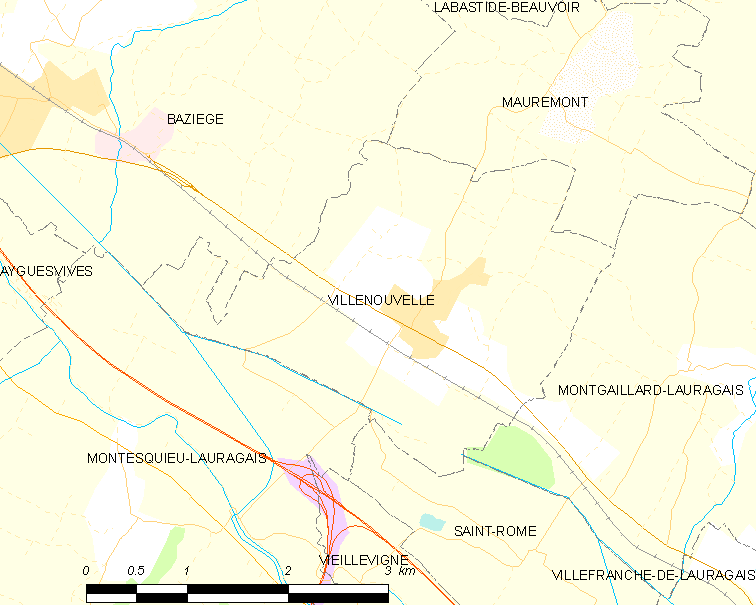
维勒努韦勒的OSM定位图

维勒努韦勒的时区为UTC+01:00、UTC+02:00（夏令时）。

## 行政
维勒努韦勒的邮政编码为31290，INSEE市镇编码为31589。

## 政治
维勒努韦勒所属的省级选区为勒韦勒县。

## 人口

1962-2008年间维勒努韦勒人口变化图示

维勒努韦勒于2022年1月1日时的人口数量为1470人。